# Samsung Galaxy Core
Samsung Galaxy Core — стільниковий телефон фірми Samsung Electronics. Смартфон Samsung GALAXY Core поєднує в собі функціонал відмінного смартфона, підтримку двох SIM-карт, подвоєну потужність і зручність. Швидкий процесор, великий обсяг пам'яті, операційна система Android Jelly Bean і безліч корисних функцій, таких як хмарне файлосховище і месенджер ChatON, дають безліч переваг.

## Особливості

### Підтримання двох SIM-карт
- Смартфон з підтримкою двох SIM-карт дозволяє приймати дзвінки на SIM-1, навіть якщо в цей момент ви використовуєте SIM-2
- переключення між SIM-картами не вимагає перезавантаження смартфона
- Користуйтесь усіма перевагами окремих тарифних планів і більш широкою зоною покриття

### Висока продуктивність
- потужний процесор з тактовою частотою 1,2 ГГц підтримує режим багатозадачності, дозволяє швидко завантажувати сторінки Інтернету і робити плавні переходи між інтерфейсами
- 8 ГБ вбудованої пам'яті дає великий простір для зберігання ваших файлів + 1 ГБ оперативної пам'яті для забезпечення швидкої і плавної роботи додатків
- Завдяки новітньої версії платформи Android Jelly Bean все працює плавно і швидко. Також до ваших послуг — найбільш сучасні сервіси, такі як Google Maps, Google Now, вдосконалена панель сповіщень та зручні віджети

### Інтелектуальні послуги
- Мессенджер ChatON з'єднує всі мобільні пристрої через єдину платформу для обміну повідомленнями
- Сервіс Samsung Hub запропонує вам доступ до великої бібліотеці контенту (електронні книги, музика, відео, ігри тощо) в зручному вигляді
- Хмарний сервіс Cloud забезпечує синхронізацію мобільних пристроїв і зручний спосіб завантаження і доступу до ваших файлів в будь-який час і в будь-якому місці, а також резервне копіювання ваших даних.

### Інтелектуальні функції
- Функція Smart Stay підтримує яскравість дисплея до тих пір, поки ви дивитеся на нього
- Функція Smart Alert проінформує вас про пропущені дзвінки/нових повідомленнях, як тільки ви візьмете смартфон в руки
- Функція Best Shot порекомендує для вас найкращий з 8 фотознімків, зроблених в режимі серійної зйомки

### Функції S Voice, Voice Unlock, інтерфейс Motion UI
- Функція S Voice - голосове управління смартфоном
- Функція Voice Unlock дозволяє розблокувати смартфон за допомогою голосової команди
- інтерфейс Motion UI розпізнає інтуїтивно зрозумілі дії, такі як струшування або перевертання смартфона, для оновлення контенту або відключення звуку

## Характеристики

### Мережа/Бездротові з'єднання
Мережеві стандарти: GSM, 3G, HSDPA / HSUPA
Мережа 2G: EDGE / GPRS(850 / 900 / 1 800 / 1 900 МГц)
Мережа 3G: HSDPA 7.2 / HSUPA 5,76 (900 / 2 100 МГц)
Wi-Fi: 802.11b/g/n, 2.4 ГГц
Підтримка Wi-Fi Direct
Профілі Bluetooth: A2DP, AVRCP, розрив, HFP, HSP, OPP, HID, пан, PBAP, карта
Підтримка киць, киць повітря (Завантажується окремо)

### Процесор
Чипсет: двоядерний процесор Cortex A5
Частота процесора: 1.2 ГГц

### Сенсори
Датчики: акселерометр, цифровий компас, датчик наближення

### Акумулятор
Час роботи: до 6 годин (3G)
Час роботи: до 8 годин (Wi-Fi)
Час відтворення відео: до 8 годин
Час відтворення аудіо: до 26 годин
Ємність батареї: 1 800 мАч
Заряджання за допомогою USB-кабелю
Час роботи у режимі розмови: до 9 годин
Час роботи в режимі очікування: до 300 годин

### Аудіо та відео
Формати відео: MPEG4, H.263, H.264, WMV9
Дозвіл відео : Відтворення відео у форматі до 480p
Відтворення / Запис: до 30 кадрів/сек
Формати аудіо: MP3, AAC, eAAC, eAAC+, AMR-N/СБ, OGG, FLAC, WMA, 3GA, M4A, WAV, Mid, SP-midi, XMF, i-melody

### Операційна система
ОС Android 4.1.2 (Jelly Bean)

### Пам'ять
Пам'ять: 1 ГБ ОЗУ (LPDDR) + 8 ГБ eMMC

### Фізичні параметри
Розміри: 67.6 x 129.3 x 8.95 мм
Вага: 124 г
Навігація
Підтримка A-GPS

### Дисплей
Технологія дисплея: TFT
Глибина кольору: 16 млн. кольорів і відтінків
Розмір дисплею: 4.3"
Дозвіл дисплея: 480 x 800 (WVGA)

### Камера
Дозвіл основної камери: 5 Мпікс.
Дозвіл фронтальної камери: VGA (0.3 Мпікс)
Світлодіодний спалах
Автофокусування

### З'єднання
USB v2.0
3.5 мм роз'єм для навушників
Слот для карти пам'яті MicroSD (до 64 ГБ)
Підтримка SIM-карти: Дві SIM-карти
Micro USB

### Сервіси і додатки
Samsung Apps
Можливість завантаження музики Hub (залежить від країни)
Можливість завантаження читачів Hub (залежить від країни)
Гра 2.0 Hub
ChatON
ActiveSync
Сумісність B-to-B: Ода, EAS, МДМ, VPN, WebEX